# Chalfont St Peter
Chalfont St Peter – wieś w Anglii, w hrabstwie Buckinghamshire, w dystrykcie (unitary authority) Buckinghamshire. Leży 32 km na zachód od centrum Londynu. W 2001 miejscowość liczyła 12 937 mieszkańców.